# محوطه کلمک
محوطه کلمک مربوط به دوران‌های تاریخی پس از اسلام است و در شهرستان کهگیلویه، روستای بی بی زلیخانی واقع شده و این اثر در تاریخ ۲۴ فروردین ۱۳۸۲ با شمارهٔ ثبت ۸۳۱۲ به‌عنوان یکی از آثار ملی ایران به ثبت رسیده است.